# Furathiocarb
Furathiocarb ist eine chemische Verbindung aus der Gruppe der Sulfenamide und Carbamate.

## Gewinnung und Darstellung
Furathiocarb kann durch Reaktion von n-Butanol mit Phosgen, Methylamin, Schwefeldichlorid und Carbofuran gewonnen werden.

## Eigenschaften
Furathiocarb ist ein wasserunlöslicher farbloser Feststoff. Als technischer Wirkstoff kann Furathiocarb als gelbes Öl auftreten.

## Verwendung
Furathiocarb wird als Insektizid gegen im Boden lebende Insekten bei Mais, Raps, Sorghum, Zuckerrüben, Sonnenblumen und Gemüse verwendet. Es ist ein Cholinesterase-Hemmer.

## Zulassung
Die Verwendung von Furathiocarb als Wirkstoff in Pflanzenschutzmitteln ist in der Europäischen Union nicht zugelassen.
In Deutschland, Österreich und der Schweiz sind keine Pflanzenschutzmittel mit diesem Wirkstoff zugelassen.